# Krösatågen
Krösatågen er et regionalt togsystem i Sverige, der siden 1985 har transporteret passagerer i  i Jönköpings län og Kronobergs län samt i län der grænser op hertil (Hallands län, Kalmar län, Blekinge län og Skåne län). Togene drives på vegne af de regionale myndigheder forvaltninger for kollektiv trafik. 
Navnet på togene stammer tilbage fra de tidligere toge, der gik fra Blekinge op til Småland, som man tog med for at samle lingon som blev kaldt ”kröson”.
I perioden mellem 2010 og 2014 blev strækningerne kørt af DSBs datterselskab DSB Småland AB.

## Linjer
| Linje | Strækning                                |
| 82    | Jönköping–Tranås                         |
| 83    | Västervik–Linköping                      |
| 84    | Kalmar–Linköping                         |
| 85    | Nässjö–Eksjö                             |
| 86    | Nässjö–Vaggeryd–Värnamo–Halmstad         |
| 87    | Jönköping–Vaggeryd–Värnamo–Alvesta–Växjö |
| 88    | Nässjö–Vetlanda                          |
| 89    | Nässjö–Sävsjö–Alvesta–Växjö              |
| 92    | Hässleholm–Alvesta–Växjö                 |
| 98    | Kalmar–Emmaboda–Karlskrona               |